# Ratha's Creature
 (octobre 2024).
Ratha's Creature est un roman jeunesse de Clare Bell publié une première fois en 1983 puis à nouveau en 2007. L'histoire s'attache au destin de Ratha, félin préhistorique.

## Résumé
Ratha est un félin préhistorique vivant dans un clan de félins possédant lois, paroles et traditions. Cherchant à trouver une place dans son clan sur le point de disparaître en raison des félins sans clan qui chassent sur leur territoire. Elle découvre la « créature » (le feu), ce qui permet de sauver son clan. Cependant, elle est bannie par le chef et est contrainte de rester avec les sans-clan, où elle découvre que certains d'entre eux sont plus civilisés qu'elle ne le pensait. Ratha finit par regagner son clan et chasser le chef qui l'avait bannie.

## Inspiration
Le livre est inspiré de Sirius : Une histoire fantastique d'amour et de désordre de Olaf Stapledon, de Bagheera dans Le Livre de la jungle, de Thomasina de Paul Gallico, d'Aslan le lion de la série de C. S. Lewis et de l'histoire vraie d'Elsa la lionne.

## Adaptation
Une adaptation télévisée est réalisée à la fin des années 1980.